# Élections législatives antiguaises de 2004
Les élections législatives antiguaises de 2004 ont lieu le 23 mars 2004 afin de renouveler les 17 membres de la  Chambre des représentants d'Antigua-et-Barbuda.
Les résultats donnent lieu à la première alternance depuis l'indépendance du pays en 1981 avec la victoire du Parti progressiste unifié (UPP) sur le Parti travailliste (ALP). Baldwin Spencer (UPP) remplace Lester Bird (ALP) au poste de Premier Ministre.

## Système politique et électoral
Antigua-et-Barbuda est une monarchie parlementaire avec la reine Élisabeth II pour chef d'État, représentée sur place par un gouverneur général. Le pouvoir exécutif est exercé par le Premier ministre, chef du gouvernement, choisi par le parlement.
La Chambre des représentants est la chambre basse du parlement bicaméral d'Antigua-et-Barbuda. Elle est composée de 17 à 19 membres dont 17  élus pour cinq ans au scrutin uninominal majoritaire à un tour dans autant de circonscriptions. Les deux autres sièges sont réservés d'office au président de la chambre et au procureur général s'ils n'en sont pas déjà membres.

## Résultats
|                          |                                                          |        |       |       |        |               |
| Parti                    | Parti                                                    | Voix   | %     | +/-   | Sièges | +/-           |
|                          | Parti progressiste unifié (UPP)                          | 21 892 | 55,50 | 10,95 | 12     | 8             |
|                          | Parti travailliste d'Antigua (ALP)                       | 16 544 | 41,94 | 11    | 4      | 8             |
|                          | Mouvement populaire de Barbuda (BPM)                     | 408    | 1,03  | 0,23  | 1      | en stagnation |
|                          | Mouvement populaire pour le changement de Barbuda (BPMC) | 394    | 1,00  | Nv    | 0      | Nv            |
|                          | Indépendant                                              | 209    | 0,53  | 0,54  | 0      | en stagnation |
|                          |                                                          |        |       |       |        |               |
| Votes valides            | Votes valides                                            | 39 447 | 99,54 |       |        |               |
| Votes blancs et nuls     | Votes blancs et nuls                                     | 181    | 0,46  |       |        |               |
| Total                    | Total                                                    | 39 628 | 100   | –     | 17     | en stagnation |
| Abstentions              | Abstentions                                              | 3 826  | 8,81  |       |        |               |
| Inscrits / participation | Inscrits / participation                                 | 43 456 | 91,19 |       |        |               |